# Mahmood Al-Ajmi
Mahmood Al-Ajmi (Baréin, 8 de mayo de 1987) es un exfutbolista de Baréin que jugaba en la posición de centrocampista.

## Carrera

### Club
| Periodo   | Club               | Apariciones | Goles |
| --------- | ------------------ | ----------- | ----- |
| 2006–2009 | Al-Shabab Club     | 44          | 11    |
| 2010–2011 | Bahrain Riffa Club | 33          | 22    |
| 2011–2012 | KF Tirana          | 3           | 0     |
| 2012      | Manama Club        | 55          | 12    |
| 2012–2013 | Hidd SCC           | 22          | 4     |
| 2014      | Al-Shabab Club     | 29          | 1     |
| 2014–2015 | Al-Safa FC         | 32          | 3     |
| 2015–2018 | Manama Club        | 88          | 29    |
| 2018      | Gokulam Kerala FC  | 10          | 3     |
| 2019–2020 | Al-Safa FC         | 26          | 0     |

### Selección nacional
Jugó para Baréin en 12 ocasiones desde su debut el 16 de octubre de 2007 en la victoria por 2-0 ante Libia en un partido amistoso hasta su retiro en 2014 y anotó tres goles. Participó en la Copa Asiática 2011, el Campeonato de la WAFF 2012, la Copa de Naciones Árabe 2012 y la Clasificación de AFC para la Copa Mundial de Fútbol de 2014.

## Logros
- Bahraini King's Cup: 2010, 2016-17[9]
- Albanian Cup: 2010–11[10]
- Albanian Supercup: 2011
- Bahraini Super Cup: 2017

## Estadísticas

### Goles con selección nacional
| No | Fecha      | Sede                                     | Rival    | Marcador | Resultado | Torneo                                               |
| -- | ---------- | ---------------------------------------- | -------- | -------- | --------- | ---------------------------------------------------- |
| 1. | 11-11-2011 | Bahrain National Stadium, Manama, Baréin | Irán     | 1–0      | 1–1       | Clasificación para la Copa Mundial de Fútbol de 2014 |
| 2. | 1-2-2013   | Bahrain National Stadium, Manama, Baréin | Singapur | 1–0      | 3–1       | Amistoso                                             |
| 3. | 1-2-2013   | Bahrain National Stadium, Manama, Baréin | Singapur | 2–0      | 3–1       | Amistoso                                             |